# 李達 (明朝軍事人物)
李達（？—？），定遠人。明朝軍事將領。
建文年間，任都指揮使，洪熙、宣德年間，改陝西都司都指揮使、鎮守洮州都指揮使。宣德十年，晉升爲右軍都督府都督僉事。正統年間，致仕回鄉。